# Gmina Kiczewo
Gmina Kiczewo (mac. Општина Кичево) – gmina miejska w zachodniej Macedonii Północnej.
Graniczy z gminami: Gmina Mawrowo-Rostusza od północnego zachodu, Gostiwar od północy, Makedonski Brod od północnego wschodu, Kruszewo i Płasnica od wschodu, Demir Hisar od południowego wschodu, Debarca od południowego zachodu oraz Debar od zachodu. W 2013 rok gmina została rozszerzona o gminy: Osłomej, Drugowo, Zajas i Wranesztica.
Skład etniczny
- 54,51% – Albańczycy
- 35,74% – Macedończycy
- 5,28% – Turcy
- 2,87% – Romowie
- 1,59% – pozostali

W skład gminy wchodzą:
- miasto: Kiczewo;
- 79 wsi: Arangeł, Atiszta, Bacziszta, Bełica, Berikowo, Bigor Dołenci, Brżdani, Bukojczani, Czełopeci, Cer, Crwiwci, Dlapkin Doł, Dołna Duszegubica, Dołno Dobrenoec, Dołno Strogomiszte, Drugowo, Dupjani, Ehloec, Garani, Gołemo Crsko, Gorna Duszegubica, Gorno Dobrenoec, Gorno Strogomiszte, Gresznica, Iwancziszta, Izwor, Jagoł, Jagoł Dołenci, Jaworec, Judowo, Ćafa, Karbunica, Kładnik, Klenoec, Kneżino, Kolari, Kolibari, Kozica, Koziczino, Kruszica, Ławczani, Łazarowci, Lesznica, Małkoec, Mało Crsko, Mamudowci, Manastirsko Dołenci, Midinci, Miokazi, Nowo Seło, Orłanci, Osłomej, Osoj, Patec, Papradiszte, Podwis, Popoec, Popołżani, Popowjani, Premka, Prostrańe, Rabetino, Rasztani, Reczani, Reczani-Czełopeczko, Srbica, Srbjani, Staroec, Strełci, Szutowo, Swetoracze, Swińiszte, Tajmiszte, Trapczin Doł, Tuin, Widrani, Wranesztica, Zajas, Żubrino.